# Ecomuseo Terre d'Acqua fra Oglio e Po
L'Ecomuseo Terre d'Acqua fra Oglio e Po è un ecomuseo della provincia di Mantova, nato con lo scopo di documentare, conservare e valorizzare la memoria storica e l’identità del territorio nelle sue manifestazioni materiali ed immateriali. È riconosciuto dalla Legge Regionale della Lombardia del 12 luglio 2007 n. 13 “Riconoscimento degli ecomusei per la valorizzazione della cultura e delle tradizioni locali ai fini ambientali, paesaggistici, culturali, turistici ed economici”.

## Promotori
- Comune di Commessaggio
- Comune di Dosolo
- Comune di Gazzuolo
- Comune di Viadana
- Parco dell'Oglio Sud
- Provincia di Mantova

## Musei del territorio
- Ecomuseo Valli Oglio Chiese